# Instituto Brasileiro de Direitos Humanos
O Instituto Brasileiro de Direitos Humanos (IBDH) é uma organização civil brasileira de caráter educativo, e que tem como objetivo institucional desenvolver o ensino e a pesquisa em direitos humanos.

## História
Em 1990 o IBDH foi fundado por um grupo de juristas, na cidade de Fortaleza, a fim de promover a defesa dos direitos humanos no Brasil por meio de atividades culturais e educativas e do incentivo à pesquisa na área. A necessidade de sua criação partiu da constatação da inter-dependência entre a defesa dos direitos humanos e o combate ao crime organizado e à violência banalizada e onipresente. Seus fundadores incluíam César Barros Leal, Antônio Augusto Cançado Trindade, Paulo Bonavides e Fides Angélica de Castro Veloso Mendes Ommati.

## Atividades
O IBDH realiza o Curso Brasileiro Interdisciplinar Brasileiro em Direitos Humanos, em parceria com o Instituto Interamericano de Direitos Humanos e o apoio da Procuradoria Geral do Estado do Ceará. Ao longo dos anos diversas instituições apoiaram a realização do evento, incluindo a Assembleia Legislativa do Ceará, a Embaixada da Austrália no Brasil e o Parlamento Europeu.

## Publicações
O IBDH edita a Revista do Instituto Brasileiro de Direitos Humanos, publicação de acesso aberto que é referência internacional em sua temática, e a Revista Brasileira de Direitos Humanos, publicada pela Editora LexMagister.